# إنريكي ليستر
إنريكي ليستر فورخان(بالإسبانية: Enrique Líster) سياسي وضابط عسكري إسباني، ولد في أمينييرو بمقاطعة لاكورونيا في 21 أبريل عام 1907. نشأ في أكاديمية فرونزي والأكاديمية العسكرية للجيش الأحمر وكان معروف بعسكريته أولاً في الحزب الشيوعي الإسباني ثم في الحزب الشيوعي العمالي الإسباني وفي عام 1986 عاد إلي الحزب الشيوعي الإسباني بعد تنازل سانتياغو كاريو عنه. وتوفي في مدريد في 8 ديسمبر عام 1994.

## السيرة الذاتية

### بداياته
هاجر إلي كوبا في الحادية عشرة من عمره ثم عاد مرة أخرى إلي إسبانيا في عام 1925 حيث عمل كحجّار في غاليسيا وانضم إلي الحزب الشيوعي الإسباني وبذلك بدأ نشاطه الثوري. وشارك بفاعلية في كفاح العمّال الزراعيين في غاليسيا وسرعان ما أصبح من أهم النشطاء العمّال في ظل الأوضاع الصعبة لأصحاب العمل ضد النقابات في الفترة الأخيرة من ديكتاتورية بريمو دى ريفيرا.

### الإقامة في الاتحاد السوفييتي[6]

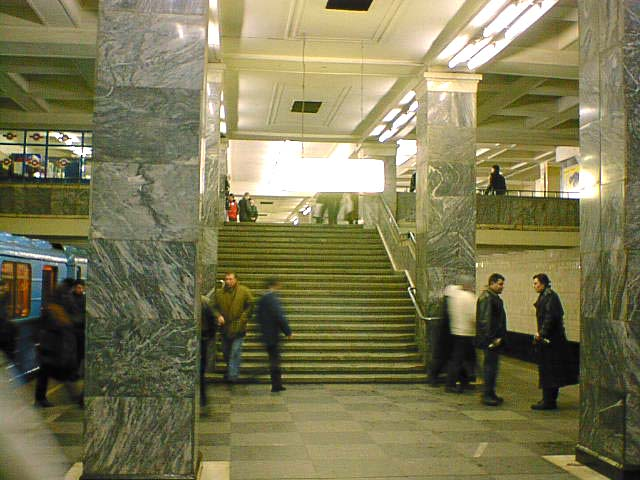
إنريكي ليستر كان جزءاًمن فرقة العمال التي كانت مسئولة عن بناء مترو في العاصمة موسكو.

بعدما أُعلنت الجمهورية تم إرساله إلي الإتحاد السوفييتي كعضو بارز من الحزب الشيوعي الإسباني ليلازم دراسته في أكاديمية فرونزي دى كومنترن في موسكو وهي الأكاديمية المتخصصة في التشكيل السياسي لجميع ضباط القوات المسلحة، وكان يُدرس فيها بعض المواد مثل: تاريخ الحزب الشيوعي السوفييتي والعمل السياسي لهذا الحزب والتاريخ العسكري والحربي ولغات أجنبية وأبحاث علمية.

خلال هذه الفترة التي قضاها كطالب، كان جزءاً من فرقة العمال التي كانت مسئولة عن بناء مترو في العاصمة موسكو، وكانت خبرته كحجّار لا تزال ذات قيمة عالية منذ شبابه. كما صوّره رامون سالاس لارازابال عندما كان في موسكو بأنه رجل ثوري مهني. ولقد مرّ بثلاث مراحل في حياته وهي: 
| إنريكي ليستر | ...الأولي:كان ذو نشاط حزبي في أكاديمية لينين، والثانية: صراعه القوي في مجال العمل كعامل في بناء المترو والذي قد قدم الجهد البطولي العظبم والقدرة الإبداعية لدى الطبقة الكادحة بقيادة أيديولوجية الطليعة للحزب الشيوعي، والثالثة: سخر فيها روحه وجسده لخدمة الحزب في الأكاديمية العسكرية فرونزي والتي من خلالها يُقَدم شهادة رسمية.... | إنريكي ليستر |

وخلال فترة تدريبه كضابط في فرونزي، كان الجيش الأحمر يمتلك أول وحدة مدرعة كبيرة في العالم ووحدة عسكرية مجهّزه آلياً وذلك منذ خريف عام 1932، وهناك تخصص ليستر في تأدية الخدمة المناهضة للحرب. 
| إنريكي ليستر | ...والجدير بالذكر نشاطه في نشر الدعاية الشيوعية في الثكنات و المنشآت العسكرية الأخرى من خلال نشر اسم لامع وهو الجندي الأحمر وكان الهدف وراء ذلك هو التخريب في الجيش والتحريض علي عدم الخضوع للنظام والعداوة بين الضباط والجنود... | إنريكي ليستر |

إنريكي ليستر في الجيش الأحمر

### الجمهورية الثانية
بعد عودته لإسبانيا، إنضم أنريكي ليستر إلي اللجنة التي تعمل علي الأمور العسكرية ل الحزب الشيوعي الذي تم تاسيسه أمام الخطر المتزايد من الانقلاب ضد الجمهورية الجديدة. وهكذا إنضم مع خوان موديستو جيلوتو وخوان فرنانديز إلي إتجاه الميليشيات من العمال والفلاحين المناهضين ل الفاشية وعملوا كقوة مسلحة للحزب. وفي أكتوبر عام 1934 فشلت ثورة 1934 بسبب موقف الحكومة الثابت والحاسم، وبعد ذلك تم تكوين الجيش الأحمر من ميليشيات مثقفة ومسلحة تعمل بمشورة العسكريين المهنيين. مجموعة الشيوعيين مثل تريفون ميديانو وإنريكي ليستر وخوان موديستو إنطلقوا بوضوح تام بالفكرة المناهضة للحرب، وبعد فوز الجبهة الشعبية بالانتخابات في فبراير عام 1936 تسرعوا في التخطيط للانقلاب العسكري من الاتحاد العسكري السري الإسباني مما أدى إلي زيادة أهمية نشاط الميليشيات العمال والفلاحين المناهضين للفاشية و نشاطات ليستر شخصياً.

### الحرب الأهلية الإسبانية
في المرحلة الأولي من الحرب، كان ليستر يلعب دوراً بارزاًفي تنظيم الفرقة العسكرية الخامسة في مدريد، والمدرسة العسكرية الأولي لتشكيل الميليشيات في مكان اجتماعي من الشارع المدريدي فرانكوس رودريجز وهو في الواقع مركز كبير للتجنيد والتدريب العسكري حيث تُشكل الميليشيات الاولي بطريقة منظمة و ذات كفاءة عالية. وقبل نهاية يوليو عام 1936 ذهب في معارك عديدة في جبال سييرا دي جواداراما وهناك كانت خبرة ليستر التقنية و قدرته التنظيمية حاسمة في ترقيته السريعة لجدارته في الحرب. شارك أيضاً في معارك أخرى عند نهر تاجة ب طليطلة وفي جنوب شرق مدريد، وبعد عسكرية الوحدات المتطوعة و إنشاء الجيش الشعبي للجمهورية تحول إنريكي ليستر إلي قائد الفرقة المختلطة من الجيش الشعبي ومع كثرة الحروب حصل ليستر علي رتبة رئيس الميليشيات وهي أعلى رتبة في هذا الوقت.

اكتسب شهرة واسعة من خلال كونه مسئولاًعن الدفاع عن قطاع من المدينة خلال معركة مدريد بتوليه قيادة الفرقة الأولي المختلطة من الجيش الشعبي، وكان المسئول عن الفرقة 11 مما يجعلها أفضل وحدة في الجمهورية وهي مسئولة عن دعم أسوأ القتالات في المعارك مثل: جوادالاخارا وبرونيتي ومعركة بيلشيت 1937 وتيروال. وكانت الكتائب تحت قيادته مكونة عادة من كتيبة خاصة ومدربة للعمليات الخاصة عند الحدود وتساعد في عمليات الدفاع مهما كلف الأمر وهو المطلوب منهم دائماً. والزحف الليلي نحو برونيتي والذي سمح للسكان باحتلال عدو الدولة الكبرى في المنطقة و الانقطاع المفاجئ عن تيروال كان هذا كله بقيادة ليستر. وفي وقت لاحق شككوا في حرص ليستر مثل القائد العسكري الجمهوري خوان موديستو علي وقف زحف قوات الجمهورية للقضاء علي بعض عناصر المقاومة وإعطاء الفرصة للقوات الثورية لتعزيز دفاعاتها و صد هجمات الجيش الجمهوري كما حدث في معركة بيلشيت.
قيادة الوحدات الكبيرة في الجيش الشعبي لم تكن مقتصرة علي أصحاب الرُتَب العالية بحيث أنهم فقط من يتولوا وقيادة الفرق العسكرية أو الوحدات العسكرية في الجيش لذلك قاد ليستر الفرقة 11 ثم شغل منصب رئيس الوحدة العسكرية ف. وفي عام 1937، أمرت الحكومة الجمهورية بحل المجلس الإقليمي للدفاع عن أراغون(وهو كيان يتحكم بجزء كبير من أراغون والتي لم يشغلها أتباع فرانكو ومنظمة بشكل مستقل من قبل الأناركية النقابية ل الاتحاد الوطنى للعمل)وهو متهم بعرقلة المجهود الحربي وقمع السلطة الازدواجية الثورية لدى الأناركيين الذين منعوا حكومة فرانسيسكو لارجو كاباييرو من ممارسة سلطته و القانون في المنطقة. وقد أمر وزير الدفاع الوطنى الإشتراكي إنداليسيو برييتو شخصياً بأن يبدأليستر في حل المجلس الإقليمي للدفاع عن أراغون وقد أنجز ليستر مهمته مع استخدام القليل من القوة، وبعد أحداث مايو عام 1937 في كاتالونيا وحل المجلس ظلت بعض مجموعات العمل التطوعي من أجل عدم خفض الإنتاج وعدم إثارة الشكوك بين السكان الذين يدعموا العمل التطوعي. وفي عام 1938 بعد معركة تيروال والهجوم الثوري التابع لها في أراغون أصبح ليستر أحد الضباط المسئوليين عن احتواء العدو والذي هدده بتتقسيم الجمهورية إلي قطاعين لكنه لم ينجح في ذلك. وفي يوليو من نفس العام بدأالجيش الشعبي الجمهوري المعاد تنظيمه في كاتالونيا هجوم قوى في محيط نهرأبرة وكانت هناك معركة إبرُه وكان جيش إبرُه تحت قيادة خوان موديستو وهو جيش مسلح بموارد و معدات حربية التي تركتها فرنسا لتمر عبر الحدود أثناء الأزمة التشيكية. تسلّم إنريكي ليستر قيادة الوحدة العسكرية ف والفرق 11 و45 و46 وهو المسئول أيضاً عن القطاع الجنوبي(سييرا دى باندولاس وحتي بينيل دي براي)، وقاوم بنجاح الهجمات من أتباع فرانكو خلال شهرين وفي النهاية في أكتوبر عام 1938 بعد المعاناة من خسائر بشرية فادحة تراجعت قوات جيش إبرُه إلي كاتالونيا. وأمام استحالة سد النقص في الخسائر العسكرية والمادية والبشرية ومع المعركة الدبلوماسية من جانب سياسة التسوية البريطانية والفرنسية أمام النازية والفاشية، وتعاني الجمهورية من هجوم في كاتالونيا من قبل الجيش الوطني بجانب حلفائهم الإيطاليين والألمان. والوحدة العسكرية ف هي جزء من الدفاع لكن لم يستطع منع انقسام الجبهة وانتهي بسحب القوات والسكان المدنيين بعد سقوط برشلونة. وبواسطة الخدمات الإستثنائية المُقدمة تمت ترقية ليستر إلي رتبة مقدم ثم عاد من بعدها إلي إسبانيا مع بعض القادة العسكريين والسياسيين من الحزب الشيوعي الإسباني. وفي إسبانيا ظل تحت أوامر الحكومة برئاسة خوان نيغرين الذي واجه العديد من الصعوبات لسياسته المتمثلة في المقاومة مهما كلف الأمر، لكن في أوائل مارس عام 1939 قام العقيد كاسادو بمنع إستمرار القتال وأخيراً الهزيمة العسكرية للجمهورية ولا رجعة فيها. وبهذا ذهب ليستر إلي المنفي مع عسكريين وسياسيين آخرين من الحزب الشيوعي الإسباني و حكومة نيغرين ثم هرب من قمع نظام فرانكو و مكث في الإتحاد السوفيتي.

### الحرب العالمية الثانيةوالمنفي[16]
في المنفي في الاتحاد السوفييتي وبعد فترة جديدة في المدرسة الحربية شارك ليستر في المناقشات والتوترات التي عاني منها الحزب الشيوعي الإسباني في هذه الفترة وهو نتيجة لما حدث خلال الحرب الأهلية وقضايا جوزيف ستالين لبعض القادة الشيوعيين الإسبان. عندما كان جزءاً من الأعضاء الشيوعيين الذين كانوا عسكريين ذوى رتب عالية، وانفصل بعد ذلك عن كتلة القادة السياسيين وانضم إلي الجيش الأحمر مع بداية الحرب العالمية الثانية حاصلاًعلي رتبة فريق أول في قوات الاتحاد السوفييتي وبولندا ويوغوسلافيا الجديدة. وظل كجزء من إدارة الحزب لمدة تصل غلي أكثر من عقدين، وبرز سريعاً بسسب موقفه الناقد للإدارة الجديدة للحزب وهي المنتخبة في المؤتمر السادس والذي عُقد في براغ في أواخر ديسمبر عام 1959، ثم ظهرت اختلافات قوية جداً بالنسبة للسكرتير الجديد الجنرال سانتياغو كاريو وهو مؤيد لاختراق النقابات في إسبانيا في عهد فرانكو. وبعد الحرب العالمية الثانية أقام ليستر في فرنسا كما أنجز بعض مهامه في تنظيم وربط حرب العصابات الإسبان الذين واصلوا الكفاح ضد ديكتاتورية فرانكو بين عامي 1945 و1946 لكن وضعه السياسي الداخلي في الحزب الشيوعي الإسباني إنخفضت أمام قوة إتجاه أتباع كارلوس والتي أطلق عليها المصالحة الوطنية. في عام 1968 ظهر التدخل السوفييتي في تشيكوسلوفاكيا حيث أقام هناك مع عائلته وكان ليسار شاهداً علي ربيع براغ وأعتبر أنه من الخطأ التدخل السوفييتي لأنها فقدت مصداقيتها أمام الناس والشيوعيين الذين ثبتوا علي مواقف أرثوذكسية. وبالرغم من هذا الموقفاعترض وبشدة علي سانتياغو كاريولأنه استخدم الخلافات ضد التدخل السوفييتي كسبب لتطهير الشيوعيين الأرثوذكسية. وبدأت الازمة بفتح طريق للانشقاق الذي حمل ليستر علي تأسيس الحزب العمالي الشيوعي الإسباني عام 1973مندداً تصفية المشروع الشيوعي بأيدي القطاع اليورو شيوعية. وفي عام 1976 إنضم الحزب العمالي الشيوعي الإسباني إلي المعارضة اليسارية للحزب الشيوعي الإسباني.

### العودة إلي إسبانيا
في عام 1977 عاد من منفاه بعد ما تسلّم جواز سفره بالتزامن مع إضفاء الصفة القانونية علي حزبهم. وبعد طرد سانتياغو كاريو، أعلن ليستر إعادة إدماج وإحلال الحزب العمالي الشيوعي الإسباني والحزب الشيوعي الإسباني في مؤتمر إستثنائي عُقد أخيراً في أبام 18 و19 و20 من أبريل والذي حضر فيه 10000 عضو من ممثلي المنظمة. بعض الأعضاءفي إدارة الحزب العمالي الشيوعي الإسباني أعترضوا علي التكامل وهو الموقف الذي وصفه ليستر ب«أربعة كذابين لم يفهموا أي كلمة منذ لحظة ولادتهم حتي الآن». وفي النهاية توفي إنريكي ليستر في مدريد في 8 ديسمبر عام 1994 خلال الأيام التي كان اليسار المتحدة تعقد جمعيتها الرابعة في مدريد ونقلوا رفاته إلي مقبرة مدريد بتكريم مدني.

## أعماله

غلاف كتاب ذكريات مكافح

خبراته في الحرب الأهلية ومشواره الشخصي والسياسي تم جمعهم في كتبه مثل:
- حربنا وكتبه في عام 1966 [21]
- ذكريات مكافح وكتبه في عام 1977 [22]

كلا العملين جُمعوا في النسخة النهائية والتي تجمع سيرته الذاتية والشهادات التي حصل عليها منذ سنواته الأولي حتي نهاية الحرب الأهلية الإسبانية. ويوجد أعمال أخرى لليستر مثل:
- كفي! وكتبه عام 1970 [23]

غلاف كتاب كفي!

غلاف هكذا دمر كاريو الحزب

- وهكذا دمر كاريو الحزب الشيوعي الإسباني وكتبه عام 1982 [24]

## روابط خارجية
- إنريكي ليستر على موقع مونزينجر (الألمانية)